# Woodland-Periode
Die Woodland-Periode (engl. Woodland period) ist eine archäologische Periode im Osten der Vereinigten Staaten und Kanadas. Ihr Beginn liegt beim Übergang von der Archaischen Periode je nach Region zwischen 1000 und 500 v. Chr., wobei die Anfänge an der südlichen Atlantikküste bis in den Westen des heutigen Floridas am frühesten und am Oberlauf des Mississippi Rivers am spätesten einsetzen. In den Great Plains wird der Anfang manchmal sogar erst auf die Zeitenwende datiert und endet je nach Region zwischen den Jahren 1000 und etwa 1200. Im Südosten der Vereinigten Staaten wurde sie durch die Mississippi-Kultur abgelöst.
Typisch für die Woodland-Periode sind Mounds genannte künstliche Hügel, die als kleine Grabhügel begannen, später aber zu Kultzwecken errichtet wurden und schließlich in Teilen des Gebietes zu den sogenannten Tempel-Mounds übergingen, großen Hügeln, auf denen Kulthandlungen stattfanden oder -bauten errichtet wurden.

## Periodisierung
Die Woodland-Periode unterscheidet sich von der vorhergehenden archaischen Zeit durch die weite Verbreitung von Keramik und die zunehmende Nutzung von Ackerbau, obwohl der Schwerpunkt der Periode noch auf der nomadischen Lebensweise von Jägern und Sammlern liegt.
Die Frühe Woodland-Periode war durch das Leben im Familienverband oder Kleingruppen geprägt, die nach Saison den verfügbaren Nahrungsquellen folgten. Die Sommer wurden am Wasser verbracht, wo Muscheln und Fische einen großen Teil der Nahrung darstellten, daneben trat der beginnende Anbau von Kürbis und Sonnenblumen sowie das Sammeln von Samen des wilden Wasserreis und anderen Nutzpflanzen. Im Herbst und Winter schlossen sich die Menschen zu größeren Gruppen zusammen und zogen je nach Region in die Hügel, wo sie sich durch die Jagd und das Sammeln von Eicheln und anderen Früchten ernährten. Die Hauptwaffe war der Speer in Verbindung mit der Speerschleuder, die Projektilspitzen der frühen Woodland-Stufe waren geradlinig. Die Keramik war einfach und dickwandig. Die Mounds der Zeit waren klein, rund und häufig noch wie in der vorhergehenden archaischen Zeit durch eingestreuten Hämatit rötlich gefärbt. Die frühe Epoche endete zwischen 300 und 100 v. Chr.
In der Mittleren Woodland-Periode entstand im heutigen Illinois die Hopewell-Kultur, die sich schnell über das Tal des Ohio Rivers ausbreitete und ein Zentrum nahe dem heutigen Kansas City aufwies. Sie ist durch einen intensiven Fernhandel gekennzeichnet, dessen Netzwerk sich durch den ganzen Osten des Nordamerikanischen Kontinents zog. Obsidian aus den Rocky Mountains, Kupfer von den Großen Seen, Glimmer, Bleiglanz, Muschelschalen und qualitativ hochwertiger Feuerstein aus besonderen Fundstätten wie dem Alibates-Gebiet wurden zwischen Florida und den Prärien verbreitet. Die Speerspitzen der Zeit waren flach und breit und weisen scharfe Kanten auf, die Keramik bleibt dickwandig und ist durch die Abdrücke von Werkzeugen und Textilien verziert. Die Mounds wurden etwas größer und sind durch sorgfältig gearbeitete Rundungen geprägt.
Der Übergang zur Späten Woodland-Periode liegt etwa zwischen den Jahren 300 und 700. Der Fernhandel war bereits seit circa 200 in eine Krise geraten, danach wurden die meisten Werkzeuge aus lokalen Materialien hergestellt. Die Landnutzung änderte sich, hin zu intensiverem Ackerbau, Mais wurde im ganzen Gebiet verbreitet, auch der Tabak-Anbau nahm zu. Der Speer wurde durch die Bogenjagd weitgehend verdrängt. Als Ursache gilt ein deutlicher Bevölkerungszuwachs und die folgende Knappheit von traditionellen Nahrungsquellen. Neue keramische Stile waren durch den Zusatz von Muschelsplittern in den Ton zum Ausgleich von Temperaturspannungen beim Brennen, die damit möglichen dünneren Wände und die Verzierung mit den Abdrücken von Schnüren und Bändern gekennzeichnet. Die Mounds im Süden werden größer, am oberen Mississippi entstehen in der Übergangszone zwischen den Prärien und den Großen Seen figürliche Mounds, die so genannten Effigy Mounds in Tierform. Typisch sind Vögel, Bären, Panther und Reptilien wie Eidechsen und Schlangen, vereinzelt wurden auch menschliche Figuren gefunden.
In Teilen des Verbreitungsgebietes entstand um das Jahr 1000 die Mississippi-Kultur, im Norden brach wenig später die Besiedlung zusammen, nur wenige Dörfer hielten sich, um 1200 entstanden dort unter nicht genau geklärten Umständen die Oneota.